# Santang Xiang (socken i Kina)
Santang Xiang (kinesiska: 三塘, 三塘乡) är en socken i Kina. Den ligger i provinsen Yunnan, i den sydvästra delen av landet, omkring 140 kilometer sydost om provinshuvudstaden Kunming. Antalet invånare är 17 950. Befolkningen består av 8 058 kvinnor och 9 892 män. Barn under 15 år utgör 25,0 %, vuxna 15-64 år 64 %, och äldre över 65 år 10,0 %.
Genomsnittlig årsnederbörd är 1 158 millimeter. Den regnigaste månaden är juni, med i genomsnitt 251 mm nederbörd, och den torraste är februari, med 18 mm nederbörd.